# Liste der denkmalgeschützten Objekte in Špania Dolina
Die Liste der denkmalgeschützten Objekte in Špania Dolina enthält die 85 nach slowakischen Denkmalschutzvorschriften geschützten Objekte in der Gemeinde Špania Dolina im Okres Banská Bystrica.

## Denkmäler
| Foto |                 | Denkmal / č. ÚZPF                                              | Standort / Konskr. Nr.                                         | Offizielle Beschreibung               | Beschreibung                                     | Metadaten                                                             |
| ---- | --------------- | -------------------------------------------------------------- | -------------------------------------------------------------- | ------------------------------------- | ------------------------------------------------ | --------------------------------------------------------------------- |
| ja   | Datei hochladen | Kapelle(sk) ObjektID: 601-82/3                                 | Standort KG: Špania Dolina Konskr.Nr.:                         | r.k.sv.Jána Nepomuckého - kaplnka     | römisch-katholische Kapelle St. Johannes Nepomuk | č. NKP: 601-82/3 Stand des NKP: 2012-02-08 Name: KAPLNKA              |
| ja   | Datei hochladen | Denkmal mit Figurengruppe(sk) ObjektID: 601-183/0              | Standort KG: Špania Dolina Konskr.Nr.:                         | padlí partizáni                       | für die gefallenen Partisanen                    | č. NKP: 601-183/0 Stand des NKP: 2012-02-08 Name: POMNÍK SO SÚSOŠÍM   |
| BW   | Datei hochladen | Bergwerksgebäude(sk) ObjektID: 601-3034/0                      | 2 Standort KG: Špania Dolina Konskr.Nr.: 2                     | kamen                                 |                                                  | č. NKP: 601-3034/0 Stand des NKP: 2012-02-08 Name: DOM BANÍCKY        |
| BW   | Datei hochladen | Bergwerksgebäude(sk) ObjektID: 601-3036/0                      | 12 Standort KG: Špania Dolina Konskr.Nr.: 12                   | zrubový+murovaný                      |                                                  | č. NKP: 601-3036/0 Stand des NKP: 2012-02-08 Name: DOM BANÍCKY        |
| BW   | Datei hochladen | Bergwerksgebäude(sk) ObjektID: 601-3037/1                      | 13 Standort KG: Špania Dolina Konskr.Nr.: 13                   | zrubový                               |                                                  | č. NKP: 601-3037/1 Stand des NKP: 2012-02-08 Name: DOM BANÍCKY        |
| BW   | Datei hochladen | Keller(sk) ObjektID: 601-3037/2                                | 13 Standort KG: Špania Dolina Konskr.Nr.: 13                   | kamenná                               |                                                  | č. NKP: 601-3037/2 Stand des NKP: 2012-02-08 Name: PIVNICA            |
| BW   | Datei hochladen | Wirtschaftsgebäude(sk) ObjektID: 601-3038/0                    | 253 Standort KG: Špania Dolina Konskr.Nr.: 253                 | zrubová+kamen - farský úrad           | Pfarramt                                         | č. NKP: 601-3038/0 Stand des NKP: 2012-02-08 Name: STAVBA HOSPODÁRSKA |
| ja   | Datei hochladen | Bastion(sk) ObjektID: 601-82/5                                 | 14 Standort KG: Špania Dolina Konskr.Nr.: 14                   | Turecká bašta                         | Türkische Bastion                                | č. NKP: 601-82/5 Stand des NKP: 2012-02-08 Name: BAŠTA                |
| ja   | Datei hochladen | Kirche(sk) ObjektID: 601-82/1                                  | 243 Standort KG: Špania Dolina Konskr.Nr.: 243                 | r.k.Premenenia Pána                   | römisch-katholische Kirche Verklärung des Herrn  | č. NKP: 601-82/1 Stand des NKP: 2012-02-08 Name: KOSTOL               |
| ja   | Datei hochladen | Pfarrhof(sk) ObjektID: 601-82/2                                | 15 Standort KG: Špania Dolina Konskr.Nr.: 15                   | r.k. - rímsko-katolícka fara          | römisch-katholische Pfarrei                      | č. NKP: 601-82/2 Stand des NKP: 2012-02-08 Name: FARA                 |
| ja   | Datei hochladen | Glockenturm(sk) ObjektID: 601-82/4                             | Standort KG: Špania Dolina Konskr.Nr.:                         | murovaná - zvonica                    |                                                  | č. NKP: 601-82/4 Stand des NKP: 2012-02-08 Name: ZVONICA              |
| BW   | Datei hochladen | Bergwerksgebäude(sk) ObjektID: 601-3040/1                      | 17 Standort KG: Špania Dolina Konskr.Nr.: 17                   | zrubový                               |                                                  | č. NKP: 601-3040/1 Stand des NKP: 2012-02-08 Name: DOM BANÍCKY        |
| BW   | Datei hochladen | Bergwerksgebäude(sk) ObjektID: 601-1495/0                      | 18-19 Standort KG: Špania Dolina Konskr.Nr.: 18,19             | zrubový                               |                                                  | č. NKP: 601-1495/0 Stand des NKP: 2012-02-08 Name: DOM BANÍCKY        |
| BW   | Datei hochladen | Bergwerksgebäude(sk) ObjektID: 601-3041/1                      | 20 Standort KG: Špania Dolina Konskr.Nr.: 20                   | zrubový                               |                                                  | č. NKP: 601-3041/1 Stand des NKP: 2012-02-08 Name: DOM BANÍCKY        |
| BW   | Datei hochladen | Stall(sk) ObjektID: 601-3041/2                                 | 20 Standort KG: Špania Dolina Konskr.Nr.: 20                   | zrubová                               |                                                  | č. NKP: 601-3041/2 Stand des NKP: 2012-02-08 Name: MAŠTAL             |
| BW   | Datei hochladen | Gebäude in regionaltypischem Baustil(sk) ObjektID: 601-3042/1  | 22 Standort KG: Špania Dolina Konskr.Nr.: 22                   | kamen                                 |                                                  | č. NKP: 601-3042/1 Stand des NKP: 2012-02-08 Name: DOM LUDOVÝ         |
| BW   | Datei hochladen | Bergwerksgebäude(sk) ObjektID: 601-1496/0                      | 23 Standort KG: Špania Dolina Konskr.Nr.: 23                   | zrubový - Do Firešov                  | Zum Firešov                                      | č. NKP: 601-1496/0 Stand des NKP: 2012-02-08 Name: DOM BANÍCKY        |
| BW   | Datei hochladen | Bergwerksgebäude(sk) ObjektID: 601-1497/0                      | 24 Standort KG: Špania Dolina Konskr.Nr.: 24                   | zrubový - Do Makovníkov               | Zum Makovníkov                                   | č. NKP: 601-1497/0 Stand des NKP: 2012-02-08 Name: DOM BANÍCKY        |
| ja   | Datei hochladen | Bergwerksgebäude(sk) ObjektID: 601-1498/0                      | 25-26 Standort KG: Špania Dolina Konskr.Nr.: 25,26             | zrubový                               |                                                  | č. NKP: 601-1498/0 Stand des NKP: 2012-02-08 Name: DOM BANÍCKY        |
| BW   | Datei hochladen | Bergwerksgebäude(sk) ObjektID: 601-3043/0                      | 26 Standort KG: Špania Dolina Konskr.Nr.: 26                   | zrubový                               |                                                  | č. NKP: 601-3043/0 Stand des NKP: 2012-02-08 Name: DOM BANÍCKY        |
| BW   | Datei hochladen | Bergwerksgebäude(sk) ObjektID: 601-3044/1                      | 29 Standort KG: Špania Dolina Konskr.Nr.: 29                   | zrubový                               |                                                  | č. NKP: 601-3044/1 Stand des NKP: 2012-02-08 Name: DOM BANÍCKY        |
| BW   | Datei hochladen | Wirtschaftsgebäude(sk) ObjektID: 601-3044/2                    | 28 Standort KG: Špania Dolina Konskr.Nr.: 28                   | 0                                     |                                                  | č. NKP: 601-3044/2 Stand des NKP: 2012-02-08 Name: STAVBA HOSPODÁRSKA |
| BW   | Datei hochladen | Bergwerksgebäude(sk) ObjektID: 601-2899/0                      | 31 Standort KG: Špania Dolina Konskr.Nr.: 31                   | kamen                                 |                                                  | č. NKP: 601-2899/0 Stand des NKP: 2012-02-08 Name: DOM BANÍCKY        |
| BW   | Datei hochladen | Bergwerksgebäude(sk) ObjektID: 601-3045/0                      | 32 Standort KG: Špania Dolina Konskr.Nr.: 32                   | zrubový                               |                                                  | č. NKP: 601-3045/0 Stand des NKP: 2012-02-08 Name: DOM BANÍCKY        |
| BW   | Datei hochladen | Bergwerksgebäude(sk) ObjektID: 601-3046/0                      | 33 Standort KG: Špania Dolina Konskr.Nr.: 33                   | zrubový - Do Trnkov                   | Zum Trnkov                                       | č. NKP: 601-3046/0 Stand des NKP: 2012-02-08 Name: DOM BANÍCKY        |
| BW   | Datei hochladen | Bergwerksgebäude(sk) ObjektID: 601-3047/0                      | 36 Standort KG: Špania Dolina Konskr.Nr.: 36                   | zrubový - kópia pôvodného domu        | Kopie des ursprünglichen Hauses                  | č. NKP: 601-3047/0 Stand des NKP: 2012-02-08 Name: DOM BANÍCKY        |
| BW   | Datei hochladen | Bergwerksgebäude(sk) ObjektID: 601-3048/0                      | 41 Standort KG: Špania Dolina Konskr.Nr.: 41                   | zrubový - Do Bardiakov                | Zum Bardiakov                                    | č. NKP: 601-3048/0 Stand des NKP: 2012-02-08 Name: DOM BANÍCKY        |
| ja   | Datei hochladen | Bergwerksgebäude(sk) ObjektID: 601-1499/0                      | 43 Standort KG: Špania Dolina Konskr.Nr.: 43                   | zrubový - U Jergušov                  | Im Jergušov                                      | č. NKP: 601-1499/0 Stand des NKP: 2012-02-08 Name: DOM BANÍCKY        |
| BW   | Datei hochladen | Bergwerksgebäude(sk) ObjektID: 601-3050/0                      | 47 Standort KG: Špania Dolina Konskr.Nr.: 47                   | zrubový - Do Vyšných                  | Zum Vysné                                        | č. NKP: 601-3050/0 Stand des NKP: 2012-02-08 Name: DOM BANÍCKY        |
| BW   | Datei hochladen | Bergwerksgebäude(sk) ObjektID: 601-3051/0                      | 50 Standort KG: Špania Dolina Konskr.Nr.: 50                   | zrubový - Do Behlíkov                 | Zum Behlíkov                                     | č. NKP: 601-3051/0 Stand des NKP: 2012-02-08 Name: DOM BANÍCKY        |
| ja   | Datei hochladen | Bergwerksgebäude(sk) ObjektID: 601-3052/0                      | 52 Standort KG: Špania Dolina Konskr.Nr.: 52                   | zrubový - Do Grmanov                  | Zum Grmanov                                      | č. NKP: 601-3052/0 Stand des NKP: 2012-02-08 Name: DOM BANÍCKY        |
| BW   | Datei hochladen | Bergwerksgebäude(sk) ObjektID: 601-3053/0                      | 55 Standort KG: Špania Dolina Konskr.Nr.: 55                   | zrubový - kópia pôvodného domu        | Kopie des ursprünglichen Hauses                  | č. NKP: 601-3053/0 Stand des NKP: 2012-02-08 Name: DOM BANÍCKY        |
| ja   | Datei hochladen | Bergwerksgebäude(sk) ObjektID: 601-3054/0                      | 56 Standort KG: Špania Dolina Konskr.Nr.: 56                   | zrubový                               |                                                  | č. NKP: 601-3054/0 Stand des NKP: 2012-02-08 Name: DOM BANÍCKY        |
| BW   | Datei hochladen | Bergwerksgebäude(sk) ObjektID: 601-2936/0                      | 57 Standort KG: Špania Dolina Konskr.Nr.: 57                   | zrubový                               |                                                  | č. NKP: 601-2936/0 Stand des NKP: 2012-02-08 Name: DOM BANÍCKY        |
| BW   | Datei hochladen | Bergwerksgebäude(sk) ObjektID: 601-3055/0                      | 60 Standort KG: Špania Dolina Konskr.Nr.: 60                   | zrubový                               |                                                  | č. NKP: 601-3055/0 Stand des NKP: 2012-02-08 Name: DOM BANÍCKY        |
| BW   | Datei hochladen | Bergwerksgebäude(sk) ObjektID: 601-3056/0                      | 61 Standort KG: Špania Dolina Konskr.Nr.: 61                   | kamen - Do Karolov                    | Zum Karolov                                      | č. NKP: 601-3056/0 Stand des NKP: 2012-02-08 Name: DOM BANÍCKY        |
| ja   | Datei hochladen | Bergwerksgebäude(sk) ObjektID: 601-1501/0                      | 65 Standort KG: Špania Dolina Konskr.Nr.: 65                   | murovaný                              |                                                  | č. NKP: 601-1501/0 Stand des NKP: 2012-02-08 Name: DOM BANÍCKY        |
| BW   | Datei hochladen | Stall(sk) ObjektID: 601-3058/0                                 | 70 Standort KG: Špania Dolina Konskr.Nr.: 70                   | zrubová - Do Klimov                   | Zum Klimov                                       | č. NKP: 601-3058/0 Stand des NKP: 2012-02-08 Name: MAŠTAL             |
| BW   | Datei hochladen | Gebäude in regionaltypischem Baustil(sk) ObjektID: 601-11885/0 | 75 Standort KG: Špania Dolina Konskr.Nr.: 75                   | murovaný - Do Belečkov                |                                                  | č. NKP: 601-11885/0 Stand des NKP: 2013-02-25 Name: DOM LUDOVÝ        |
| ja   | Datei hochladen | Bergwerksgebäude(sk) ObjektID: 601-3059/0                      | 76-77 Standort KG: Špania Dolina Konskr.Nr.: 76,77             | zrubový - Do Banášov                  | Zum Banas                                        | č. NKP: 601-3059/0 Stand des NKP: 2012-02-08 Name: DOM BANÍCKY        |
| ja   | Datei hochladen | Bergwerksgebäude(sk) ObjektID: 601-3060/0                      | 80 Standort KG: Špania Dolina Konskr.Nr.: 80                   | kamen - Do Celestínov                 | Zum Celestino                                    | č. NKP: 601-3060/0 Stand des NKP: 2012-02-08 Name: DOM BANÍCKY        |
| ja   | Datei hochladen | Bergwerksgebäude(sk) ObjektID: 601-3061/0                      | 81 Standort KG: Špania Dolina Konskr.Nr.: 81                   | zrubový - U Horných Reginy            | Die obere Regina                                 | č. NKP: 601-3061/0 Stand des NKP: 2012-02-08 Name: DOM BANÍCKY        |
| ja   | Datei hochladen | Bergwerksgebäude(sk) ObjektID: 601-3062/0                      | 82 Standort KG: Špania Dolina Konskr.Nr.: 82                   | zrubový - Do Paparátov,dom s maštalou | Zum Paparátov mit Stall                          | č. NKP: 601-3062/0 Stand des NKP: 2012-02-08 Name: DOM BANÍCKY        |
| BW   | Datei hochladen | Bergwerksgebäude(sk) ObjektID: 601-3063/0                      | 83 Standort KG: Špania Dolina Konskr.Nr.: 83                   | zrubový - U Klimov                    | Das Klimov                                       | č. NKP: 601-3063/0 Stand des NKP: 2012-02-08 Name: DOM BANÍCKY        |
| BW   | Datei hochladen | Bergwerksgebäude(sk) ObjektID: 601-3064/0                      | 89 Standort KG: Špania Dolina Konskr.Nr.: 89                   | zrubový                               |                                                  | č. NKP: 601-3064/0 Stand des NKP: 2012-02-08 Name: DOM BANÍCKY        |
| BW   | Datei hochladen | Bergwerksgebäude(sk) ObjektID: 601-3065/0                      | 93 Standort KG: Špania Dolina Konskr.Nr.: 93                   | zrubový - Na Murán                    | Bei Murano                                       | č. NKP: 601-3065/0 Stand des NKP: 2012-02-08 Name: DOM BANÍCKY        |
| BW   | Datei hochladen | Bergwerksgebäude(sk) ObjektID: 601-3067/0                      | 96 Standort KG: Špania Dolina Konskr.Nr.: 96                   | kamen - U Šedov                       | Das Sedov                                        | č. NKP: 601-3067/0 Stand des NKP: 2012-02-08 Name: DOM BANÍCKY        |
| ja   | Datei hochladen | KLOPACKA ObjektID: 601-83/0                                    | 102 Standort KG: Špania Dolina Konskr.Nr.: 102                 | solitér                               |                                                  | č. NKP: 601-83/0 Stand des NKP: 2012-02-08 Name: KLOPACKA             |
| BW   | Datei hochladen | Bergwerksgebäude(sk) ObjektID: 601-3068/0                      | 106 Standort KG: Špania Dolina Konskr.Nr.: 106                 | kamen+zrub - Do Mrvov,banícky dom     | Zum Mrvová                                       | č. NKP: 601-3068/0 Stand des NKP: 2012-02-08 Name: DOM BANÍCKY        |
| BW   | Datei hochladen | Bergwerksgebäude(sk) ObjektID: 601-3069/0                      | 107 Standort KG: Špania Dolina Konskr.Nr.: 107                 | zrubový                               |                                                  | č. NKP: 601-3069/0 Stand des NKP: 2012-02-08 Name: DOM BANÍCKY        |
| BW   | Datei hochladen | Bergwerksgebäude(sk) ObjektID: 601-3070/0                      | 108 Standort KG: Špania Dolina Konskr.Nr.: 108                 | zrubový+murovaný - Pod Chvojku        | Unter Chvojka                                    | č. NKP: 601-3070/0 Stand des NKP: 2012-02-08 Name: DOM BANÍCKY        |
| BW   | Datei hochladen | Wirtschaftsgebäude(sk) ObjektID: 601-3071/0                    | 109 Standort KG: Špania Dolina Konskr.Nr.: 109                 | drevená                               |                                                  | č. NKP: 601-3071/0 Stand des NKP: 2012-02-08 Name: STAVBA HOSPODÁRSKA |
| BW   | Datei hochladen | Bergwerksgebäude(sk) ObjektID: 601-3072/0                      | 111 Standort KG: Špania Dolina Konskr.Nr.: 111                 | zrubový+murovaný - Do Štajnerov       | Zum Stajner                                      | č. NKP: 601-3072/0 Stand des NKP: 2012-02-08 Name: DOM BANÍCKY        |
| BW   | Datei hochladen | Bergwerksgebäude(sk) ObjektID: 601-3073/0                      | 112 Standort KG: Špania Dolina Konskr.Nr.: 112                 | zrubový - Do Buckov                   | Zum Buckov                                       | č. NKP: 601-3073/0 Stand des NKP: 2012-02-08 Name: DOM BANÍCKY        |
| BW   | Datei hochladen | Bergwerksgebäude(sk) ObjektID: 601-3074/0                      | 113-114 Standort KG: Špania Dolina Konskr.Nr.: 113,114         | zrubový                               |                                                  | č. NKP: 601-3074/0 Stand des NKP: 2012-02-08 Name: DOM BANÍCKY        |
| BW   | Datei hochladen | Bergwerksgebäude(sk) ObjektID: 601-3075/0                      | 115 Standort KG: Špania Dolina Konskr.Nr.: 115                 | zrubový                               |                                                  | č. NKP: 601-3075/0 Stand des NKP: 2012-02-08 Name: DOM BANÍCKY        |
| BW   | Datei hochladen | Bergwerksgebäude(sk) ObjektID: 601-3076/1                      | 117 Standort KG: Špania Dolina Konskr.Nr.: 117                 | zrubový                               |                                                  | č. NKP: 601-3076/1 Stand des NKP: 2012-02-08 Name: DOM BANÍCKY        |
| BW   | Datei hochladen | Stall(sk) ObjektID: 601-3076/2                                 | 117 Standort KG: Špania Dolina Konskr.Nr.: 117                 | murovaná                              |                                                  | č. NKP: 601-3076/2 Stand des NKP: 2012-02-08 Name: MAŠTAL             |
| BW   | Datei hochladen | Bergwerksgebäude(sk) ObjektID: 601-3077/0                      | 119 Standort KG: Špania Dolina Konskr.Nr.: 119                 | zrubový - Do Svorákov                 | Zum Svorákov                                     | č. NKP: 601-3077/0 Stand des NKP: 2012-02-08 Name: DOM BANÍCKY        |
| BW   | Datei hochladen | Bergwerksgebäude(sk) ObjektID: 601-3078/0                      | 120 Standort KG: Špania Dolina Konskr.Nr.: 120                 | kamen - U Gašparcov                   | Das Gašparcov                                    | č. NKP: 601-3078/0 Stand des NKP: 2012-02-08 Name: DOM BANÍCKY        |
| BW   | Datei hochladen | Bergwerksgebäude(sk) ObjektID: 601-1503/0                      | 121 Standort KG: Špania Dolina Konskr.Nr.: 121                 | zrubový - Do Helcov                   | Zum Helcov                                       | č. NKP: 601-1503/0 Stand des NKP: 2012-02-08 Name: DOM BANÍCKY        |
| BW   | Datei hochladen | Gasthaus(sk) ObjektID: 601-3079/1                              | 122 Standort KG: Špania Dolina Konskr.Nr.: 123                 | kamen+zrub                            |                                                  | č. NKP: 601-3079/1 Stand des NKP: 2012-02-08 Name: HOSTINEC           |
| BW   | Datei hochladen | Wirtschaftsgebäude(sk) ObjektID: 601-3079/2                    | 122 Standort KG: Špania Dolina Konskr.Nr.: 122                 | kamen                                 |                                                  | č. NKP: 601-3079/2 Stand des NKP: 2012-02-08 Name: STAVBA HOSPODÁRSKA |
| BW   | Datei hochladen | Bergwerksgebäude(sk) ObjektID: 601-1504/0                      | 124 Standort KG: Špania Dolina Konskr.Nr.: 124                 | zrubový - U Gregorov                  | Das Gregorov                                     | č. NKP: 601-1504/0 Stand des NKP: 2012-02-08 Name: DOM BANÍCKY        |
| BW   | Datei hochladen | Bergwerksgebäude(sk) ObjektID: 601-3080/0                      | 125 Standort KG: Špania Dolina Konskr.Nr.: 125                 | zrubový - Do Fuskov                   | Zum Fuskov                                       | č. NKP: 601-3080/0 Stand des NKP: 2012-02-08 Name: DOM BANÍCKY        |
| BW   | Datei hochladen | Bergwerksgebäude(sk) ObjektID: 601-3081/0                      | 129 Standort KG: Špania Dolina Konskr.Nr.: 129                 | kamen                                 |                                                  | č. NKP: 601-3081/0 Stand des NKP: 2012-02-08 Name: DOM BANÍCKY        |
| BW   | Datei hochladen | Bergwerksgebäude(sk) ObjektID: 601-1505/0                      | 130 Standort KG: Špania Dolina Konskr.Nr.: 130                 | zrubový - U Hajduchov                 | Das Hajduchov                                    | č. NKP: 601-1505/0 Stand des NKP: 2012-02-08 Name: DOM BANÍCKY        |
| BW   | Datei hochladen | Bergwerksgebäude(sk) ObjektID: 601-3082/0                      | 131 Standort KG: Špania Dolina Konskr.Nr.: 131                 | kamen - Do Tucnákov                   | Zum Tucnákov                                     | č. NKP: 601-3082/0 Stand des NKP: 2012-02-08 Name: DOM BANÍCKY        |
| BW   | Datei hochladen | Schule(sk) ObjektID: 601-3093/0                                | 132 Standort KG: Špania Dolina Konskr.Nr.: 132                 | 0                                     |                                                  | č. NKP: 601-3093/0 Stand des NKP: 2012-02-08 Name: ŠKOLA              |
| BW   | Datei hochladen | Bergwerksgebäude(sk) ObjektID: 601-3425/0                      | 136 Standort KG: Špania Dolina Konskr.Nr.: 136                 | zrubový - Do Judov                    | Zum Judov                                        | č. NKP: 601-3425/0 Stand des NKP: 2012-02-08 Name: DOM BANÍCKY        |
| BW   | Datei hochladen | Bergwerksgebäude(sk) ObjektID: 601-1506/0                      | 137 Standort KG: Špania Dolina Konskr.Nr.: 137                 | zrubový - U Joklov                    | Das Joklov                                       | č. NKP: 601-1506/0 Stand des NKP: 2012-02-08 Name: DOM BANÍCKY        |
| BW   | Datei hochladen | Bergwerksgebäude(sk) ObjektID: 601-3083/0                      | 140 Standort KG: Špania Dolina Konskr.Nr.: 140                 | zrubový - U Lolkov                    | Das Lolkov                                       | č. NKP: 601-3083/0 Stand des NKP: 2012-02-08 Name: DOM BANÍCKY        |
| BW   | Datei hochladen | Bergwerksgebäude(sk) ObjektID: 601-2623/0                      | 144 Standort KG: Špania Dolina Konskr.Nr.: 144                 | zrubový - Do Pinterov                 | Zum Pinterov                                     | č. NKP: 601-2623/0 Stand des NKP: 2012-02-08 Name: DOM BANÍCKY        |
| ja   | Datei hochladen | Bergwerksgebäude(sk) ObjektID: 601-3084/0                      | 145 Standort KG: Špania Dolina Konskr.Nr.: 145                 | zrubový - Do Hajsmichlov              | Zum Hajsmichlov                                  | č. NKP: 601-3084/0 Stand des NKP: 2012-02-08 Name: DOM BANÍCKY        |
| BW   | Datei hochladen | Kammer(sk) ObjektID: 601-3085/0                                | 150 Standort KG: Špania Dolina Konskr.Nr.: 150                 | zrubová                               |                                                  | č. NKP: 601-3085/0 Stand des NKP: 2012-02-08 Name: KOMORA             |
| BW   | Datei hochladen | Bergwerksgebäude(sk) ObjektID: 601-3086/1                      | 152-153-154 Standort KG: Špania Dolina Konskr.Nr.: 152,153,154 | zrubový                               |                                                  | č. NKP: 601-3086/1 Stand des NKP: 2012-02-08 Name: DOM BANÍCKY        |
|      | Datei hochladen | Wirtschaftsgebäude(sk) ObjektID: 601-3086/2                    | 152-153-154 KG: Špania Dolina Konskr.Nr.: 152,153,154          | maštal                                | Stall                                            | č. NKP: 601-3086/2 Stand des NKP: 2012-02-08 Name: STAVBA HOSPODÁRSKA |
| BW   | Datei hochladen | Bergwerksgebäude(sk) ObjektID: 601-1507/0                      | 155 Standort KG: Špania Dolina Konskr.Nr.: 155                 | zrubový+kamen - U Krutákov            | Das Krutákov                                     | č. NKP: 601-1507/0 Stand des NKP: 2012-02-08 Name: DOM BANÍCKY        |
| BW   | Datei hochladen | Bergwerksgebäude(sk) ObjektID: 601-3087/0                      | 165 Standort KG: Špania Dolina Konskr.Nr.: 165                 | kamen - Do Lackov                     | Zum Lackov                                       | č. NKP: 601-3087/0 Stand des NKP: 2012-02-08 Name: DOM BANÍCKY        |
| BW   | Datei hochladen | Bergwerksgebäude(sk) ObjektID: 601-3088/0                      | 169 Standort KG: Špania Dolina Konskr.Nr.: 169                 | zrubový - Do Šovcov                   | Zum Šovcov                                       | č. NKP: 601-3088/0 Stand des NKP: 2012-02-08 Name: DOM BANÍCKY        |
| BW   | Datei hochladen | Bergwerksgebäude(sk) ObjektID: 601-3089/0                      | 171 Standort KG: Špania Dolina Konskr.Nr.: 171                 | zrubový+murovaný - Do Glacov          | Zum Glacov                                       | č. NKP: 601-3089/0 Stand des NKP: 2012-02-08 Name: DOM BANÍCKY        |
| BW   | Datei hochladen | Bergwerksgebäude(sk) ObjektID: 601-3090/0                      | 182 Standort KG: Špania Dolina Konskr.Nr.: 182                 | zrubový - U Rúžikov                   | Das Rúžikov                                      | č. NKP: 601-3090/0 Stand des NKP: 2012-02-08 Name: DOM BANÍCKY        |
| BW   | Datei hochladen | Bergwerksgebäude(sk) ObjektID: 601-3091/0                      | 186-187 Standort KG: Špania Dolina Konskr.Nr.: 186,187         | zrubový - banícky dom,viacrodinný dom | Mehrfamilienhaus                                 | č. NKP: 601-3091/0 Stand des NKP: 2012-02-08 Name: DOM BANÍCKY        |
| BW   | Datei hochladen | Bergwerksgebäude(sk) ObjektID: 601-1508/0                      | 214 Standort KG: Špania Dolina Konskr.Nr.: 214                 | murovaný - Do Paškov                  | Zum Paškov                                       | č. NKP: 601-1508/0 Stand des NKP: 2012-02-08 Name: DOM BANÍCKY        |
| BW   | Datei hochladen | Bergwerksgebäude(sk) ObjektID: 601-3426/0                      | 242 Standort KG: Špania Dolina Konskr.Nr.: 242                 | zrubový - Do Mózrov                   | Zum Mózrov                                       | č. NKP: 601-3426/0 Stand des NKP: 2012-02-08 Name: DOM BANÍCKY        |
| ja   | Datei hochladen | Kapelle(sk) ObjektID: 601-3092/0                               | 246 Standort KG: Špania Dolina Konskr.Nr.: 246                 | r.k.Božieho hrobu                     | römisch-katholische Kapelle Zum heiligen Grab    | č. NKP: 601-3092/0 Stand des NKP: 2012-02-08 Name: KAPLNKA            |

## Legende
Die Tabelle enthält im Einzelnen folgende Informationen:
| Foto:                    | Fotografie des Denkmals. |
| Denkmal / č. ÚZPF:       | Die Übersetzung der Bezeichnung des Denkmals, wie sie vom Slowakischen Denkmalamt (Pamiatkový úrad Slovenskej republiky) verwendet wird. Die Originalbezeichnung ist unter dem Fragezeichen angegeben. Fehlt die Übersetzung, so wird die Originalbezeichnung direkt angezeigt. Weiters ist die Objekt-Identifikationsnummer (Objekt ID) angeführt. Sie ist die offizielle, in der Slowakei eindeutige Nummer č. ÚZPF inklusive der zugehörigen Zählnummer, wie sie in den Daten des Denkmalamtes angegeben wird. Da diese nur innerhalb eines Landkreises gezählt wird, ist dessen Nummer der Denkmalnummer vorangestellt. |
| Standort:                | Wenn in der Liste vorhanden, ist die Adresse angegeben. In Klammern kann sich noch eine zusätzliche Adresse befinden, wenn es beispielsweise ein Eckhaus ist. Bei freistehenden Objekten ohne Adresse (zum Beispiel bei Bildstöcken) ist eine Adresse angegeben, die in der Nähe des Objekts liegt. Durch Aufruf des Links Standort wird die Lage des Denkmals in verschiedenen Kartenprojekten angezeigt. Darunter sind die Katastralgemeinde (KG) und, wenn vorhanden, die Konskriptionsnummer (Konskr. Nr.) angegeben.                                                                                                   |
| Offizielle Beschreibung: | Es ist die Kurzbeschreibung auf Slowakisch, wie sie in den offiziellen Listen angegeben ist, eingetragen. |
| Beschreibung:            | Kurze Angaben zum Denkmal auf Deutsch. |
| Metadaten:               | Zusätzlich werden, wenn in den persönlichen Einstellungen das Helferlein Dauerhaftes Einblenden von Metadaten aktiviert ist, ebensolche angezeigt. |

- Karte mit allen Koordinaten:
- OSM |
- WikiMap